# État de siège
État de siège és una pel·lícula francesa-italiana-germànica, de gènere thriller polític, dirigida per Costa-Gavras l'any 1972.

## Sinopsi
Philip Michael Santore (Yves Montand), un oficial de l'Agència dels Estats Units pel Desenvolupament Internacional (USAID), una organització utilitzada de vegades com un front per a entrenar cossos de policia estrangers en l'ús de mètodes de contrainsurgència. Destinat a l'Uruguai a l'inici de la decada de 1970, acaba segrestat per una guerrilla urbana. La història es basa en un fet real de 1970 quan un agent de l'ambaixada dels Estats Units, Dan Mitrione, va ser segrestat i assassinat per combatents Tupamaros.
Utilitzant l'interrogatori a Santore com a teló de fons, la pel·lícula explora les conseqüències sovint brutals de la lluita entre el govern repressiu de Montevideo i la guerrilla d'esquerres dels Tupamaros. Utilitzant esquadrons de la mort, el govern aconsegueix delmar el grup revolucionari, els membres dela qual sobreviuen voten per executar al Santug de càlcul contrabandista, a qui se l'acusa d'organitzar formació en la tortura i la manipulació política. A la final arriba un oficial estatunidenc de substitució, vist per la multitud per un supervivent i enfadat del grup radical.

## Repartiment
- Yves Montand com a Philip Michael Santore
- Renato Salvatori com a Capità López
- O.E. Hasse com a Carlos Ducas
- Jacques Weber com a Hugo
- Jean-Luc Bideau com a Este
- Maurice Teynac com a Ministe de Seguretat Interna
- Yvette Etiévant com a Dona del senador
- Evangeline Peterson com a Sra. Santore
- Harald Wolff com a Ministre d'Afers Exteriors
- Nemesio Antúnez com a President Jorge Pacheco Areco
- Mario Montilles com a Assistent del Comissari Fontant
- André Falcon com a Suplent Fabbri
- Jacques Perrin com a Operador telefònic
- Juan Guzmán Tapia com a Periodista (no apareix als crèdits)

## Recepció
La pel·lícula va rebre valoracions positives de la crítica i és considerada com una de les millors obres de Costa-Gavras des de la pel·lícula Z de 1969. Tant bon punt es va estrenar, un any després, en cinemes americans es va encetar una tempesta de controvèrsies. Molts oficials estatunidencs odiaven la pel·lícula i fins i tot van afirmar que contenia una gran quantitat de mentides sobre la participació dels Estats Units a Amèrica Llatina i altres països del Tercer Món. A Washington DC va ser retirada d'una projecció especial al John F. Kennedy Center, només per ser projectada sense censura en una emissora de televisió local.

## Producció

### Cinematografia
Tot i que mai s'anomena explícitament el lloc de succés de la pel·lícula, aquest té lloc clarament a l'Uruguai, ja que la senyalització de tota la pel·lícula es refereix a Montevideo i els Tupamaros són un element argumental important. Tot i això, no es va poder rodar allà a causa del seu contingut polític. En canvi, es va rodar a Xile, als voltants de Santiago de Xile i a les ciutats costaneres de Valparaíso i Viña del Mar. La pel·lícula es va rodar durant la breu període socialista democràtic de Salvador Allende, just abans del cop d'estat xilè de 1973, que Costa-Gavras dramatitzà en la seva següent pel·lícula Missing. Aquesta pel·lícula transcorre a Santiago de Xile i Viña del Mar, però es va haver de rodar a Ciutat de Mèxic i Acapulco a causa del seu propi contingut polític.

### Música
Mikis Theodorakis va utilitzar les mateixes melodies que posteriorment faria a Canto General. La música va ser interpretada pel grup argentí Los Calchakis, interpretant instruments tradicionals andins, i posteriorment enregistrada en un LP titulat per ells mateix com État de siège.

## Premis i nominacions
| Any  | Premi                               | Categoria                             | Nominació         | Resultat   | Ref.  |
| ---- | ----------------------------------- | ------------------------------------- | ----------------- | ---------- | ----- |
| 1972 | Premi Louis Delluc                  | Millor pel·lícula                     | État de siège     | Guanyadora |       |
| 1973 | Premi BAFTA                         | Millor música                         | Mikis Theodorakis | Nominada   |       |
| 1974 | Premi BAFTA                         | Premi de les Nacions Unides           | État de siège     | Guanyadora |       |
| 1974 | Premis Globus d'Or                  | Millor pel·lícula de parla no anglesa | État de siège     | Nominada   |       |
| 1974 | Premis New York Film Critics Circle | Millor director                       | Costa-Gavras      | Nominada   | [ 4 ] |